# Национальный архив Японии
Национальный архив Японии (яп. 国立公文書館 кокурицу ко:бунсёкан) — центральный государственный архив Японии.
Архив расположен в районе Тиёда, Токио, на территории бывшего замка Эдо. Он был основан в 1971 году при администрации премьер-министра Японии. С 2001 года, после вступления закона Японии о Национальном архиве от 2000 года, стал независимым административным институтом под эгидой Кабинета Министров. В архиве хранится около 545 тысяч документов по истории Японии и Азии, которые предоставляются для просмотра исследователям и простым гражданам. В архиве также хранятся оригиналы Императорских рескриптов, законодательных актов, конституций Японии нового и новейшего времени. На территории архива находятся библиотеки академии Сёхэйдзака и Кабинета Министров Японии.